# Thorius
Thorius es un género de salamandras en la familia Plethodontidae distribuido en México . Las especies de este género tienen un cuerpo pequeño, con ejemplares de menos de 2 centímetros de longitud.

## Especies
Se reconocen las siguientes 29 especies:
- Thorius adelos (Papenfuss & Wake, 1987)
- Thorius arboreus Hanken & Wake, 1994
- Thorius aureus Hanken & Wake, 1994
- Thorius boreas Hanken & Wake, 1994
- Thorius dubitus Taylor, 1941
- Thorius grandis Hanken, Wake & Freeman, 1999
- Thorius hankeni[2] Campbell, Brodie, Flores-Villela & Smith, 2014
- Thorius infernalis Hanken, Wake & Freeman, 1999
- Thorius insperatus Hanken & Wake, 1994
- Thorius longicaudus Parra-Olea, Rovito, Garcia-Paris, Maisano, Wake & Hanken, 2016
- Thorius lunaris Hanken & Wake, 1998
- Thorius macdougalli Taylor, 1949
- Thorius magnipes Hanken & Wake, 1998
- Thorius minutissimus Taylor, 1949
- Thorius minydemus Hanken & Wake, 1998
- Thorius munificus Hanken & Wake, 1998
- Thorius narismagnus Shannon & Werler, 1955
- Thorius narisovalis Taylor, 1940
- Thorius omiltemi Hanken, Wake & Freeman, 1999
- Thorius papaloae Hanken & Wake, 2001
- Thorius pennatulus Cope, 1869
- Thorius pinicola Parra-Olea, Rovito, Garcia-Paris, Maisano, Wake & Hanken, 2016
- Thorius pulmonaris Taylor, 1940
- Thorius schmidti Gehlbach, 1959
- Thorius smithi Hanken & Wake, 1994
- Thorius spilogaster Hanken & Wake, 1998
- Thorius tlaxiacus Parra-Olea, Rovito, Garcia-Paris, Maisano, Wake & Hanken, 2016
- Thorius troglodytes Taylor, 1941